# Grande Péninsule du Nord
La Grande Péninsule du Nord, également appelée péninsule Northern (Great Northern Peninsula en anglais), est une péninsule située dans le Nord-Ouest de l'île de Terre-Neuve au Canada. Riche en histoire, la péninsule possède deux sites classés au patrimoine mondial : L'Anse aux Meadows et le parc national du Gros-Morne.

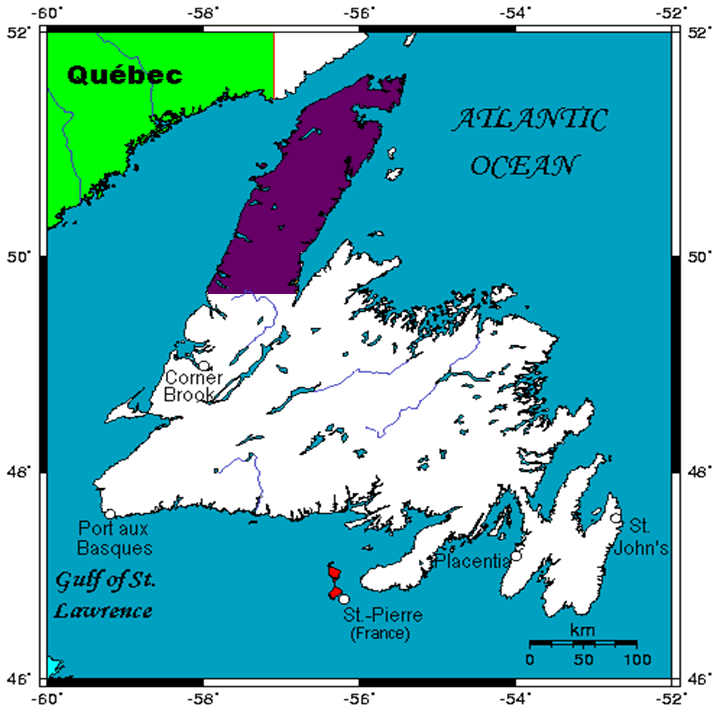
La Grande Péninsule du Nord en violet sur la carte.